# 乳突明蚕
乳突明蚕（学名：Vanadis longissima）为眼蚕科明蚕属的动物。分布于印度洋、大西洋、太平洋、远至南极海域边缘，包括南海等海域。